# Biéby
Biéby – miasto w Wybrzeżu Kości Słoniowej, w dystrykcie Lagunes, w regionie La Mé, w departamencie Yakassé-Attobrou.